# Liste der Naturdenkmale in Großsteinhausen
Die Liste der Naturdenkmale in Großsteinhausen nennt die im Gemeindegebiet von Großsteinhausen ausgewiesenen Naturdenkmale (Stand 23. Mai 2024).

## Naturdenkmale
| Nr.         | Bezeichnung                     | Lage                                                            | Beschreibung          | Bild                                    |
| ----------- | ------------------------------- | --------------------------------------------------------------- | --------------------- | --------------------------------------- |
| ND-7340-226 | Luitpoldslinde                  | Hauptstraße/Lindenweg Lage                                      | Tilia sp.             | Direkt Bild zu diesem Denkmal hochladen |
| ND-7340-228 | Eiche in dem Aspen              | nordwestlich des Ortes; Flur Hinter Hochseiters II. Ahnung Lage | Quercus sp.           | Direkt Bild zu diesem Denkmal hochladen |
| ND-7340-229 | Linden vor dem Friedhofseingang | Neusträßel, am Friedhof Lage                                    | Tilia sp., acht Bäume | Direkt Bild zu diesem Denkmal hochladen |

## Ehemalige Naturdenkmale
| Nr. | Bezeichnung                     | Lage                            | Beschreibung                                                                     | Bild                                    |
| --- | ------------------------------- | ------------------------------- | -------------------------------------------------------------------------------- | --------------------------------------- |
|     | Rosskastanien- und Lindengruppe | Hauptstraße, bei Nr. 1 (?) Lage | Aesculus hippocastanum und Tilia sp., mehrere Bäume; Rechtsverordnung aufgehoben | Direkt Bild zu diesem Denkmal hochladen |